# Los Victorinos
Los Victorinos kolumbijska je telenovela na španjolskom jeziku produkcijske kuće Telemundo.

## Sinopsis
Ova priča govori o četiri čovjeka, koji su rođeni istoga dana, 11. studenog 1985. i koji nose isto ime, Victorino. Prvi, Victorino Mora, siromašan, rođen je u obitelj u kojoj je njegova majka, Lina María, očuh Rafael, te kasnije polusestra Karen i polubrat Camilo. Njegov je biološki otac, Victor Hugo, ubio je Rafaela. Kada je pokušao silovati Linu Maríu, Victorino Mora ga je ubio.
Drugi, Victorino Gallardo, rođen je u bogatstvu i luksuzu. Njegov je otac, Alejandro, kriminalac, pa će Victorino ubrzo slijediti njegov primjer.
Treći, Victorino Manjarrés, rođen je u obitelji koja ima dovoljno novaca za život. Od njegova rođenja, njegov ga otac, Efraín, tjera ga da postane general, ali Victorino se na kraju ipak odluči postati policajac.
I, četvrti, Victorino Perez, rođen je u imućnoj obitelji, ali mu je majka umrla nedugo nakon što ga je rodila. Victorino zatim biva posvojen. Njegova posvojna majka, Gloria, odgajala ga je zajedno s homoseksualacima, Julianom i Franciscom.
Na dan njihova rođenja, prorok je prorekao njihovu sudbinu: Na dan kada se tri Victorina susretnu, jedan će od njih umrijeti. Poslije je Angela, majka Victorina Gallarda otrije da će jedan Victorino umrijeti ako se susretnu njih četvorica, a ne trojica, a prorokov asistent, Phillip du Monde, sjeća se prorokove izjave: kada se četiri Victorina susretnu, dvojica će od nijh umrijeti.
Zatim, dolazi dan kada se sva četiri Victorina, Victorino Mora, Victorino Gallardo, Victorino Manjarrés i Victorino Perez susretnu, na istom mjestu, u isto vrijeme, i Victorino Mora biva ranjen, nakon što ga je Victorino Gallardo četiri puta upucao, i drugi od četiri Victorina, Victorino Perez, umro na isti način kao i Victoino Mora.Tada je otkriveno da se Victorino Perez ne zove Victorino, nego Victor.
Dva preostala Victorina, Victorino Gallardo i Victorino Manjarrés, upoznaju tri djevojke, po imenu Victorina. Prva, Victorina Salinas je psihologica koja se zaljubljuje u Victorina Manjarrésa.
Druga, Victorina Fernandez je zaposlenica u hotelu s pet zvjezdica, čiji je vlasnik bogati G. Crosweit. On će se kasnije zaljubiti u nju. Ali, ona upoznaje Victorina Gallarda, koji će se oženiti njome, nakon što ubije G. Crosweita.
I treća, Victorina Cruz, bježi iz svog rodnog grada s mlađom sestrom, kao bi pobjegla od ubojstva svojih roditelja, koji su željeli nju ili njenu sestru za ženu njihova oca. Nedugo nakon toga, Victorina Cruz postane kriminalka. Preseli se k Lini Maríji, Karen i Amparo, obitelji Victorina More.

## Uloge
| Glumac/glumica           | Lik                                   | Opis                                                                                                |
| ------------------------ | ------------------------------------- | --------------------------------------------------------------------------------------------------- |
| Mauricio Ochmann         | Victorino Mora †                      | (protagonist) ubojica, ali to radi da bi spasio obitelj ; zaljubljen u Dianu Gallardo               |
| Arap Bethke              | Victorino Gallardo / Alexander Delima | (antagonist) Dianin brat ; bavi se mafijom                                                          |
| Roberto Manrique         | Victorino Manjarrés                   | (protagonist) policajac ; zaljubljen u Claudiju                                                     |
| Silvia de Dios           | Angela de Gallardo                    | majka Victorina Gallarda i Diane                                                                    |
| Noelle Schönwald         | Martina de Manjarrés                  | majka Victorina Manjarrésa, Juliete i Huga                                                          |
| Gustavo Angarita Jr.     | Efraín Manjarrés                      | otac Victorina Manjarrésa, Juliete i Huga ; Martinin suprug                                         |
| Claudia Liliana González | Lina María Céspedes                   | majka Victorina More, Karen i Camila                                                                |
| Juanita Humar            | Amparo                                | teta Victorina More, Karen i Camila ;Emersonova majka ; najbolja prijateljica i šogorica Line Maríe |
| Norma Nivia              | Christina                             | ljubavnica Alejandra Gallarda                                                                       |
| Carina Cruz              | Claudia García                        | policajka ; djevojka Victorina Manjarrésa                                                           |
| Linda Baldrich           | Karen Hernández                       | sestra Victorina More                                                                               |
| Julián Farietta          | Camilo Hernández                      | brat Victorina More                                                                                 |
| Teresa Gutiérrez         | Aurora                                | baka Victorina Gallarda i Diane ; Angelina majka                                                    |
| Isabel Cristina Estrada  | Gloria Perez                          | Julianova supruga ; posvojila je Victorina Pereza                                                   |
| Francisco Bolívar        | Victorino Perez†                      | (protagonist) vozač taxija ; zaljubljen u Valeriu                                                   |
| Sebastián Boscán         | Francisco/Franchesca Pérez            | posvojio je Victorina Pereza ; homoseksualac                                                        |
| Mijail Mulkay            | Julian Perez                          | posvojio je Victorina Pereza ; Glorijin suprug                                                      |
| Lucho Velasco            | Victor Hugo Mora †                    | otac Victorina More ; ubio ga je Victorino Mora                                                     |
| Ximena Duque             | Diana Gallardo                        | Angelina i Alejandrova kći ; sestra Victorina Gallarda ; zaljubljena u Victorina Moru               |
| Jessica Sanjuán          | Julieta Manjarrés                     | sestra Victorina Manjarrésa i Huga ; Efraínova i Martinina kći                                      |
| Maria Margarita Giraldo  | Aurora                                | baka Victorina Gallarda i Diane (kada su bili mali)                                                 |
| Gary Forrero             | Rafael Hernández †                    | očuh Victorina More ; Karenin i Camilov otac ; suprug Line Maríje ; Amparin brat                    |
| Estefanía Gómez          | Leonor Perez                          | majka Victorina Pereza                                                                              |
| Indhira Serrano          | Yesenia                               | prostitutka, Alejandrova ljubavnica                                                                 |
| Daniela Barrios          | Milena (kao djevojčica)               | prijateljica Victorina Gallarda                                                                     |

## Vanjske poveznice
- Los Victorinos Telemundo  Arhivirana inačica izvorne stranice od 7. veljače 2010. (Wayback Machine)